# Crasnoarmeiscoe, Hîncești
Crasnoarmeiscoe  (Tălăieștii Vechi) este satul de reședință al comunei cu același nume din raionul Hîncești, Republica Moldova.

## Geografie
Satul Crasnoarmeiscoe este situat la aproximativ 80 de km de Chișinău, în raionul Hîncești.

## Istorie
Satul Crasnoarmeiscoe a fost menționat documentar în anul 1490 cu denumirea Tălăiești.
Apoi din 1921 până la terminarea celui de-al doilea război mondial, el a purtat numele de Geamăna, deoarece se situa la poalele a două dealuri ce seamănau leit unul cu altul. Teritoriul satului și împrejurările sale aparțineau înainte boierului Semigradov. Prima casă de locuit a fost construită pentru țăranii care lucrau la el, purtând apoi numele de „Casa bucătarului Pavlov”.
Despre pământurile nepopulate au aflat țăranii satului Budești, suburbia Chișinăului (12 km de la Chișinău). Ei au cumpărat mai târziu aceste pământuri de la stat și în 1921 s-au mutat cu traiul aici. În total, pe pământurile pustii unde nu era nici casă, nici masă, s-au mutat 60 de familii.
Prin preajmă era numai casa lui Pavlov și pământ neprelucrat. Nu le era ușor țăranilor sub dominația boierului Semigradov. Ei trăiau în bordeie, practic lipsiți de bunurile materiale.
Prima casă micuță, josuță, lipită cu lut a fost construită de Fedot Ceban (Ciobanu) (cam așa arătau casele țăranilor). Treceau anii, oamenii trăiau foarte rău, deoarece în apropierea satului nu erau iazuri, izvoare, ceea ce i-a motivat pe țărani să sape un iaz, cu permisiunea boierului. Semigradov în cele din urmă i-a mințit, asumându-și toate drepturile asupra iazului. Țăranilor li se permitea numai să adape vitele și să ia apă pentru construcție, iar pescuitul era strict interzis.
Din fericire, țăranii nu s-au descurajat și încetul cu încetul viața revenea la normal, devenind mai bună. Boierul Semigradov a fugit și în casa lui au deschis o școală, astfel copiilor li s-a oferit șansa de a învăța.

## Demografie

### Structura etnică
Structura etnică a satului Crasnoarmeiscoe conform recensământului populației din 2004:
| Grup etnic                    | Populație | % Procentaj |
| ----------------------------- | --------- | ----------- |
| Ucraineni                     | 1558      | 66,04%      |
| Băștinași declarați Moldoveni | 752       | 31,88%      |
| Ruși                          | 38        | 1,61%       |
| Găgăuzi                       | 5         | 0,21%       |
| Bulgari                       | 1         | 0,04%       |
| Alții                         | 5         | 0,21%       |
| Total                         | 2359      |             |